# 千春楽温泉
千春楽温泉（せんしゅんらくおんせん）は、山口県萩市（旧国長門国）にある温泉。

## 泉質
- 含硫黄‐ナトリウム・マグネシウム‐塩化物冷鉱泉
  - 源泉温度18.5℃の冷鉱泉である。
  - 無色透明、硫化水素臭、塩味。
  - 循環・加温をしている。

### 効能
- 神経痛、筋肉痛、関節痛、五十肩、運動麻痺、関節のこわばり、打ち身、くじき、慢性消化器病、痔疾、冷え症、病後回復、疲労回復、健康増進。
- 切り傷、やけど、虚弱児童、胆石症、慢性皮膚病、慢性婦人病。

## アクセス
- 車：中国自動車道美祢ICから約50分
- 鉄道：JR東萩駅からタクシー10分